# Cissura excelsior
Cissura excelsior är en fjärilsart som beskrevs av Rothschild 1933. Cissura excelsior ingår i släktet Cissura och familjen björnspinnare. Inga underarter finns listade i Catalogue of Life.